# Jonathan Bottinelli
Jonathan Pablo Bottinelli (Buenos Aires, Argentina; 14 de septiembre de 1984) es un exfutbolista argentino. Jugaba como marcador central y su primer equipo fue San Lorenzo de Almagro. Su último club antes de retirarse fue San Martín de San Juan. Es hermano del también exfutbolista Darío Bottinelli.

## Trayectoria

### Como futbolista

#### San Lorenzo
Hizo su debut en San Lorenzo por el Apertura 2002 en la derrota de su equipo por 1-0 contra River Plate siendo dirigido técnicamente por Rubén Insúa.
En junio de 2007 salió campeón con San Lorenzo del Torneo Clausura, el técnico de ese equipo fue Ramón Díaz. Fue titular en la defensa de dicho equipo.
Paralelamente a esa obtención del Campeonato, en abril del 2007 fue convocado por el técnico de la Selección de fútbol de Argentina, Alfio Basile para un amistoso preparativo para la Copa América 2007 contra su par de Chile, jugado en la Provincia de Mendoza el día 18 de ese mes, el resultado fue un empate a cero y Jonathan fue titular de ese equipo.
A fines de abril y luego de ese partido, en un entrenamiento con la selección, Jonathan sufrió un desgarro en el cuádriceps izquierdo, lo que obligó a que estuviese 40 días sin jugar, su último partido en el campeonato Clausura fue en la fecha 11, contra Godoy Cruz y volvió al primer equipo en el partido de consagración frente a Arsenal de Sarandí.

#### Sampdoria
En agosto de 2008 paso a la Sampdoria de Italia cambio de 2.900.000€ de los cuales San Lorenzo recibió la mitad. Jugó en Italia seis meses.
El 18 de diciembre de ese año, el defensor argentino, vivió seguramente su mejor momento en el fútbol italiano. Es que un gol suyo a los 75 minutos del partido le permitió a Sampdoria superar a Sevilla, ganador de las dos ediciones anteriores de la Copa UEFA, por 1-0 y la victoria dejó al equipo italiano clasificado para la siguiente ronda de este certamen. Jonathan arrancó ese partido como suplente e ingresó al campo de juego en el minuto 57 del partido.

#### Regreso a San Lorenzo
En enero del 2009, una situación particular, un papeleo demorado para llevarse a su familia con él a la península itálica, propició la oportunidad para el regreso a la Argentina. "Estos seis meses lejos fueron duros para todos, no quiero hablar mucho del tema personal. Ya pasó, cosas que suceden, ahora estoy muy contento, feliz de haber vuelto".
Finalmente firmó con San Lorenzo de Almagro un contrato a préstamo por 6 meses, para afrontar el Clausura 2009 y la Copa Libertadores siendo el técnico en aquella oportunidad del primer equipo Miguel Ángel Russo. A mediados de 2009 San Lorenzo, haciendo un importante esfuerzo, compró su pase a la Sampdoria, para ayudar al jugador a regresar al país.
A mediados de 2010, ante el inminente retorno a la dirección técnica de Ramón Díaz intentó desvincularse del club y manifestó en repetidas oportunidades su deseo de evitar su vuelta, aunque luego de producirse la misma su rendimiento aumentó considerablemente.
En agosto de 2011, luego de disputarse la primera fecha del torneo Apertura 2011, estuvo a punto de pasar a Racing Club, pero su pase se cayó y de esa manera siguió formando parte del plantel de San Lorenzo de Almagro.

#### River Plate
En julio del 2012, luego de quedar con el pase en su poder por no renovar contrato con San Lorenzo, pasa al River Plate. Este club desembolsa 1.950.000 de dólares por el 50 por ciento del pase.
La AFIP investigó el pase del jugador a River Plate, al igual que los de decenas de otros jugadores del fútbol argentino, debido a una supuesta "triangulación" con su representante y otro club en donde jamás jugó, Unión San Felipe de la Primera División de Chile y quedó inhabilitado hasta que se aclare el caso.
Luego el defensor le pagó 2.500.000 pesos a la AFIP, y horas más tarde recibió la aprobación de la AFIP y el defensor quedó finalmente habilitado para debutar con la camiseta de River Plate. Luego de esto finalmente debutó el 9 de septiembre frente a Newell's Old Boys en un partido correspondiente a la fecha 6 del Torneo Inicial 2012, realizando un partido bastante bueno, donde el resultado fue 3-3. Marcó su primer gol en River Plate en el empate 2-2 frente a Independiente por la fecha 17 del Torneo Inicial 2012.

#### Universidad Católica
Llega al Universidad Católica en enero del 2014 tras un préstamo de 6 meses con opción a compra la cual no se hizo efectiva por el cuadro estudiantil, así regresó a River Plate pero no es tomado en cuenta por el técnico.

#### León
El 2 de septiembre de 2014 es presentado con el Club León para incorporarse a la plantilla que encarara el torneo de Apertura después que el Club buscaba un sustituto tras la salida del flamante capitán Rafael Márquez al Hellas Verona Football Club de Italia. Por fin el zaguero central debuta con el cuadro leones contra el Santos Laguna por el partido correspondiente a la fecha 7, donde participa todo el encuentro.

#### Arsenal
El 13 de enero de 2016 se sumó al entrenamiento matutino del plantel de Arsenal Fútbol Club para ser parte de la pretemporada de cara al Campeonato de Primera División 2016 (Argentina).

#### Unión de Santa Fe
A mediados de 2017 se sumó a Unión de Santa Fe, donde estuvo 3 años y medio como capitán de un equipo histórico que consiguió la clasificación a las Copas Sudamericanas 2019 y 2020, lo que significó el estreno del "Tatengue" en competencias internacionales CONMEBOL. Fue gran referente de un plantel que lo tuvo como capitán y consiguió logros trascendentes 

#### Rosario Central
Cristian "Kily" González pidió sumarlo para el retorno post-Pandemia, donde jugó 8 partidos.  

#### Regreso a Arsenal
En 2021 regresó a Sarandí, donde jugó 13 partidos y convirtió 1 gol.  

#### San Martín de San Juan
En 2022 se sumó al conjunto sanjuanino para jugar en el Torneo Nacional, donde jugó todos los partidos del torneo, quedando afuera del Reducido parar el ascenso a Primera en la última fecha.  

### Como entrenador

#### Audax Italiano
En 2023 tuvo su primera experiencia en el banco como Entrenador Alterno de Luca Margogiuseppe en Audax Italiano de la Primera División de Chile. 
En total fueron 20 partidos, con 9  victorias, 3 empates y 8 derrotas, consiguiendo el 50% de los puntos en disputa. 
Ese equipo participó de la Copa Sudamericana 2023, compartiendo grupo con Newell´s, Santos y Blooming. Newell´s clasificó 1° y Audax en el 2° lugar, teniendo que enfrentarse en una Eliminatoria (una instancia similar a 16° de Final) a Ñublense, que venía de la Copa Libertadores, donde quedó eliminado. En total fueron 3 victorias, 2 empates y sólo 1 derrota.  

#### Platense
El 1° semestre del 2024 estuvo a cargo de la División Reserva del Club Atlético Platense, siendo interino del Plantel Profesional entre los ciclos de Grazzini y la dupla Orsi-Gómez. 

## Selección nacional
En el año 2003 formó parte del plantel de la selección argentina que terminó cuarto en la Copa Mundial de Fútbol Sub-20, que se realizó en los Emiratos Árabes Unidos del 25 de marzo al 16 de abril. El entrenador fue Hugo Tocalli, perdió en semifinales con Brasil por 0-1 y luego con Colombia en la definición del tercer y cuarto puesto. No convirtió goles y recibió una tarjeta amarilla en el primer partido frente a España que fue triunfo para Argentina 2-1.
También participó con la selección argentina en Francia del Torneo Sub-21 Esperanzas de Toulon desarrollado entre el 10 y el 21 de junio de ese mismo año. Convirtió solo dos goles en el enfrentamiento que tuvo la selección de su país contra la Selección de Turquía. Fueron en los minutos 36 del primer tiempo y 8 del segundo tiempo, ambos goles de cabeza. El director técnico de aquel equipo, que finalizó en la tercera posición, fue Hugo Tocalli. Entre otros jugadores participaron Juan Pablo Carrizo y Javier Mascherano. Este torneo fue ganado por la Selección de Portugal.
Ese mismo año, 2003, ganó la medalla dorada en los Juegos Panamericanos que se realizaron en Santo Domingo, República Dominicana. En la final derrotaron a Brasil 1-0 con gol de Maxi López, siendo el técnico, Miguel Ángel Tojo. Jugó en total 25 partidos en la selección juvenil anotando 3 goles.
En el 2008 fue convocado para el partido que empataron cero a cero los seleccionados de Argentina y Brasil por la sexta fecha de las eliminatorias rumbo a la Copa Mundial de Fútbol de 2010, partido jugado en Belo Horizonte. El director técnico fue Alfio Basile y Jonathan fue convocado de urgencia por la suspensión de Martín Demichelis. Fue al banco de suplentes y no ingresó.
El entrenador de la Selección Argentina de Fútbol, Alejandro Sabella volvió a convocar a Jonathan Bottinelli para los partidos de ida y de vuelta del doble amistoso bautizado Superclásico de las Américas contra su par de Brasil. El primer partido terminó en empate sin goles el 14 de septiembre y se jugó en el estadio Estadio Mario Alberto Kempes de Córdoba. Jonathan estuvo en el banco de suplentes.

## Estadísticas
- Actualizado al final de su carrera deportiva

### Clubes
| Club                         | Div.                | Temporada           | Liga | Liga | Copa Nacional | Copa Nacional | Copa Internacional | Copa Internacional | Total | Total |
| Club                         | Div.                | Temporada           | PJ   | G    | PJ            | G             | PJ                 | G                  | PJ    | G     |
| ---------------------------- | ------------------- | ------------------- | ---- | ---- | ------------- | ------------- | ------------------ | ------------------ | ----- | ----- |
| San Lorenzo Argentina        |                     |                     |      |      |               |               |                    |                    |       |       |
| 1.ª                          | 2002/03             | 7                   | 0    | -    | -             | -             | -                  | 7                  | 0     |       |
| 1.ª                          | 2003/04             | 5                   | 0    | -    | -             | -             | -                  | 5                  | 0     |       |
| 1.ª                          | 2004/05             | 15                  | 1    | -    | -             | 6             | 0                  | 21                 | 1     |       |
| 1.ª                          | 2005/06             | 35                  | 3    | -    | -             | -             | -                  | 35                 | 3     |       |
| 1.ª                          | 2006/07             | 30                  | 4    | -    | -             | 11            | 0                  | 41                 | 4     |       |
| 1.ª                          | 2007/08             | 32                  | 2    | -    | -             | 2             | 0                  | 34                 | 2     |       |
| 1.ª                          | 2008/09             | 16                  | 1    | -    | -             | 6             | 0                  | 22                 | 1     |       |
| 1.ª                          | 2009/10             | 28                  | 0    | -    | -             | 5             | 0                  | 33                 | 0     |       |
| 1.ª                          | 2010/11             | 36                  | 3    | -    | -             | -             | -                  | 36                 | 3     |       |
| 1.ª                          | 2011/12             | 31                  | 0    | 0    | 0             | -             | -                  | 31                 | 0     |       |
| Total                        | Total               | 235                 | 14   | 0    | 0             | 30            | 0                  | 265                | 14    |       |
| Sampdoria · Italia           |                     |                     |      |      |               |               |                    |                    |       |       |
| 1.ª                          | 2008/09             | 8                   | 0    | -    | -             | 5             | 1                  | 13                 | 1     |       |
| Total                        | Total               | 8                   | 0    | -    | -             | 5             | 1                  | 13                 | 1     |       |
| River Plate Argentina        |                     |                     |      |      |               |               |                    |                    |       |       |
| 1.ª                          | 2012/13             | 28                  | 1    | 1    | 0             | -             | -                  | 29                 | 1     |       |
| 1.ª                          | 2013/14             | 5                   | 0    | -    | -             | 2             | 0                  | 7                  | 0     |       |
| Total                        | Total               | 33                  | 1    | 1    | 0             | 2             | 0                  | 36                 | 1     |       |
| Universidad Católica · Chile |                     |                     |      |      |               |               |                    |                    |       |       |
| 1.ª                          | 2014                | 13                  | 0    | 1    | 0             | -             | -                  | 14                 | 0     |       |
| Total                        | Total               | 13                  | 0    | 1    | 0             | -             | -                  | 14                 | 0     |       |
| León · México                |                     |                     |      |      |               |               |                    |                    |       |       |
| 1.ª                          | 2014/15             | 20                  | 2    | -    | -             | -             | -                  | 20                 | 2     |       |
| Total                        | Total               | 20                  | 2    | -    | -             | -             | -                  | 20                 | 2     |       |
| Arsenal Argentina            |                     |                     |      |      |               |               |                    |                    |       |       |
| 1.ª                          | 2016                | 16                  | 0    | 1    | 0             | -             | -                  | 17                 | 0     |       |
| 1.ª                          | 2016/17             | 25                  | 3    | 2    | 0             | 2             | 1                  | 29                 | 4     |       |
| 1.ª                          | 2021                | 3                   | 0    | 8    | 0             | 2             | 1                  | 13                 | 1     |       |
| Total                        | Total               | 44                  | 3    | 11   | 0             | 4             | 2                  | 59                 | 5     |       |
| Unión Argentina              |                     |                     |      |      |               |               |                    |                    |       |       |
| 1.ª                          | 2017/18             | 26                  | 2    | 3    | 0             | -             | -                  | 29                 | 2     |       |
| 1.ª                          | 2018/19             | 24                  | 0    | 5    | 0             | 2             | 0                  | 31                 | 0     |       |
| 1.ª                          | 2019/20             | 18                  | 0    | 2    | 0             | 2             | 0                  | 22                 | 0     |       |
| Total                        | Total               | 68                  | 2    | 10   | 0             | 4             | 0                  | 82                 | 2     |       |
| Rosario Central Argentina    |                     |                     |      |      |               |               |                    |                    |       |       |
| 1.ª                          | 20                  | -                   | -    | 8    | 0             | -             | -                  | 8                  | 0     |       |
| Total                        | Total               | -                   | -    | 8    | 0             | -             | -                  | 8                  | 0     |       |
| San Martín (SJ) Argentina    |                     |                     |      |      |               |               |                    |                    |       |       |
| 2.ª                          | 2022                | 34                  | 2    | -    | -             | -             | -                  | 34                 | 2     |       |
| Total                        | Total               | 34                  | 2    | -    | -             | -             | -                  | 34                 | 2     |       |
| Total en su carrera          | Total en su carrera | Total en su carrera | 455  | 24   | 31            | 0             | 45                 | 3                  | 531   | 27    |

### Selección
| Selección                                                   | Año                 | Amistosos | Amistosos | Sudamérica(1) | Sudamérica(1) | Mundial(2) | Mundial(2) | Total | Total |
| Selección                                                   | Año                 | PJ        | G         | PJ            | G             | PJ         | G          | PJ    | G     |
| ----------------------------------------------------------- | ------------------- | --------- | --------- | ------------- | ------------- | ---------- | ---------- | ----- | ----- |
| Sub-20 Argentina                                            |                     |           |           |               |               |            |            |       |       |
| 2003                                                        | -                   | -         | -         | -             | 4             | 0          | 4          | 0     |       |
| Total                                                       | -                   | -         | -         | -             | 4             | 0          | 4          | 0     |       |
| Absoluta Argentina                                          |                     |           |           |               |               |            |            |       |       |
| 2007                                                        | 1                   | 0         | -         | -             | -             | -          | 1          | 0     |       |
| 2011                                                        | 2                   | 0         | -         | -             | -             | -          | 2          | 0     |       |
| Total                                                       | 3                   | 0         | 0         | 0             | -             | -          | 3          | 0     |       |
| Total en su carrera                                         | Total en su carrera | 3         | 0         | 0             | 0             | 4          | 0          | 7     | 0     |
| (1) Incluye Eliminatorias. (2) Incluye Copa Mundial Sub-20. |                     |           |           |               |               |            |            |       |       |

## Palmarés

### Campeonatos nacionales
| Título           | Club        | Sede         | Año    |
| ---------------- | ----------- | ------------ | ------ |
| Primera División | San Lorenzo | Buenos Aires | C-2007 |

### Campeonatos internacionales
| Título               | Club             | Sede          | Año  |
| -------------------- | ---------------- | ------------- | ---- |
| Copa Sudamericana    | San Lorenzo      | Buenos Aires  | 2002 |
| Juegos Panamericanos | Selección Sub-20 | Santo Domingo | 2003 |